# Giờ mùa hè Đông Âu
| Xanh dương nhạt | Giờ Tây Âu (UTC+0)                                               |
| xanh dương      | Giờ Tây Âu (UTC+0) Giờ mùa hè Tây Âu (UTC+1) Giờ mùa hè Anh Quốc |
| nâu             | Giờ Trung Âu (UTC+1) Giờ mùa hè Trung Âu (UTC+2)                 |
| kaki            | Giờ Đông Âu (UTC+2) Giờ mùa hè Đông Âu (UTC+3)                   |
| vàng            | Giờ Kaliningrad (UTC+2)                                          |
| lục nhạt        | Giờ Viễn đông châu Âu/ Giờ Moskva (UTC+3)                        |

Giờ Mùa hè Đông Âu (EEST) là tên gọi của múi giờ UTC+3, trước giờ UTC 3 tiếng. Giờ này được sử dụng vào mùa hè ở một số quốc gia châu Âu, Bắc Phi, và Trung Đông. Trong suốt mùa đông, các quốc gia này sử dụng giờ Đông Âu (UTC+2).
Kể từ năm 1996 giờ Mùa hè châu Âu đã được sử dụng từ ngày chủ nhật cuối cùng của tháng 3 đến ngày chủ nhật cuối cùng của tháng 10; một số quy tắc trước đây không thống nhất trong khối Liên minh châu Âu.

## Sử dụng
Các quốc gia và vùng lãnh thổ sau sử dụng giờ Mùa hè Đông Âu trong suốt mùa hè:
- Belarus, trong các năm 1981–89 giờ Mùa hè Moskva, thường xuyên dùng EEST từ 1991
- Bulgaria, thường xuyên sử dụng từ 1979
- Cộng hòa Síp, thường xuyên sử dụng từ 1979
- Estonia, trong các năm 1981–88 giờ Mùa hè Moskva, thường xuyên sử dụng EEST từ 1989
- Phần Lan, thường xuyên sử dụng từ 1981
- Hy Lạp, thường xuyên sử dụng từ 1975
- Israel, thường xuyên sử dụng từ 1948
- Jordan, từ 1985
- Latvia, trong các năm 1981–88 dùng giờ Mùa hè Moskva, thường xuyên sử dụng EEST từ 1989
- Liban, từ 1984
- Litva, trong các năm 1981–88 giờ Mùa hè Moskva, thường xuyên sử dụng EEST từ 1989, trong năm 1998 đổi sang dùng giờ Mùa hè Trung Âu, nhưng sử dụng lại EEST từ 2003
- Moldova, trong các năm 1932–40, 1981–89 dùng giờ Mùa hè Moskva, thường xuyên sử dụng EEST từ 1991
- România, in years 1932–40, regularly since 1979
- Nga (Kaliningrad), trong các năm 1981–90 dùng giờ Mùa hè Moskva, thường xuyên sử dụng EEST từ  1991, là giờ chuẩn từ tháng 3 năm 2011.
- Syria, từ 1983
- Thổ Nhĩ Kỳ, trong các năm 1970-78 dùng EEST, các năm 1979–83 dùng giờ Mùa hè Moskva, thường xuyên sử dụng EEST từ 1985
- Ukraina, trong các năm 1981–89 dùng giờ Mùa hè Moskva, thường xuyên sử dụng EEST từ 1992[2]

Năm 1991 EEST cũng được dùng ở Moskva và tỉnh Samara.